# Idioctis helva
Idioctis helva – gatunek pająków z infrarzędu ptaszników i rodziny Barychelidae. Występuje endemicznie na Fidżi.

## Taksonomia
Gatunek ten opisany został po raz pierwszy w 1874 roku przez Ludwiga Carla Christiana Kocha. W 1992 roku Tracey Churchill i Robert Raven wyznaczyli jego lektotyp i dokonali jego redeskrypcji w ramach rewizji zachodniopacyficznych przedstawicieli rodzaju.

## Morfologia
Karapaks jest w ogólnym zarysie jajowaty, ubarwiony jednolicie żółtobrązowo, jednorodnie, szaro i delikatnie owłosiony, ponadto porośnięty szczecinkami. Szczękoczułki są rudobrązowe z brązowymi szczecinkami i szarymi włoskami. Bruzda szczękoczułka ma osiem równo rozmieszczonych zębów na krawędzi przedniej oraz 2 małe ząbki i 3 ziarenka w części środkowo-nasadowej. Rasetllum składa się z 10 grubych, spiczastych kolców, z których 4 są tak szerokie jak długie. Szczęki mają od 5 do 8 spiczastych kuspuli. Odnóża są żółtobrązowe, porośnięte czarnymi szczecinkami i matowym, ciemnoszarym owłosieniem. Kolejność par odnóży od najdłuższej do najkrótszej to: IV, I, II, III. Golenie pierwszej pary mają małą ostrogę dystalną, zakrzywiony ku górze megakolec, a na powierzchni przednio-bocznej trójkątny wyrostek oskórkowy i kątowo zagięty ku dołowi kolec. Samica ma na pazurkach od 4 do 5 ząbków, samiec ma zaś na każdym pazurku dwa szeregi ząbków. Trzecia para odnóży samicy ma na rzepkach po około 18 cierni. Wierzch opistosomy jest szarobrązowy, spód zaś żółtobrązowy. Genitalia samicy mają dwie spermateki, każda złożona z przysadzistego płata entalnego i smukłego płata ektalnego. Nogogłaszczki samca mają cymbium z dwoma podzielonymi płatami, gruszkowaty bulbus oraz szeroki, niezakręcony embolus.

## Ekologia i występowanie
Pająk ten zasiedla strefę pływów, w tym namorzyny. Buduje tam proste norki o pojedynczym wejściu zamykanym wieczkiem. Jako podłoże wybiera korzenie drzew namorzynowych i martwe koralowce.
Gatunek ednemiczny dla Fidżi, znany tylko z wysp Ovalau i Lotu.